# Élise Cestac
 (décembre 2023).
Si vous disposez d'ouvrages ou d'articles de référence ou si vous connaissez des sites web de qualité traitant du thème abordé ici, merci de compléter l'article en donnant les références utiles à sa vérifiabilité et en les liant à la section « Notes et références ».
Pour les articles homonymes, voir Cestac.
Marie-Louise Élise Cestac (Bayonne, 14 mars 1811 - Bayonne, 17 mars 1849) en religion sœur Marie-Madeleine est une religieuse française cofondatrice des Servantes de Marie d'Anglet avec son frère Louis-Édouard Cestac.

## Biographie
Élise vient au monde le 14 mars 1811, à Bayonne. Le jour même de sa naissance, Élise reçoit le baptême à la cathédrale. Son père est chirurgien de la ville. Sa mère tient une petite mercerie. Sa sœur Marianne (16 ans) est la marraine, son frère Édouard (10 ans) est le parrain.
Vive, intelligente, Élise grandit dans un climat d'affection, de tendresse familiale. Elle reçoit une éducation soignée. Elle apprend à lire et à écrire, elle s'initie aux travaux d'aiguille, au chant et à la musique.
Elle devient une jeune fille aimable et distinguée. Bientôt un parti avantageux se présente. Mais elle refuse. A-t-elle pressenti un autre appel ?
Son frère et parrain Édouard devenu prêtre en 1825 est son confident.
En 1831, Édouard nommé vicaire à la cathédrale, revient loger à la maison familiale. Élise s'intéresse à toutes les œuvres que son zèle pastoral lui inspire.
Quant en 1836, l'abbé recueille quelques fillettes errant dans les rues de Bayonne, c'est Élise qui leur donne les premiers soins et  coud leurs habits.
Quittant la maison paternelle, en janvier 1838, Élise vient habiter le Grand Paradis, une pauvre demeure proche du cimetière. C'est là que sont abritées les fillettes recueillies par l'abbé Cestac.
Élise devient une véritable mère pour ces enfants. Elle veille sur leur éducation.
L'abbé Cestac est bientôt sollicité par quelques jeunes prostituées désireuses de changer de vie. Il achète pour elles un domaine à la campagne à Anglet : Notre-Dame du Refuge. Élise devient directrice des deux œuvres de son frère.
Chaque fois qu'elle le peut, Élise va - à pieds ou montée sur un ânon - jusqu’à Notre-Dame du Refuge.
Les jeunes collaboratrices d'Élise à Bayonne et à Anglet sont admises à la consécration religieuse. Ainsi naît le 6 janvier 1842, la congrégation des Servantes de Marie. Élise, devenue sœur Marie-Madeleine est véritablement l'âme du nouvel institut.
En 1846, quelques repenties recueillies à Notre-Dame du Refuge, mues par la puissance d’un appel intérieur, commencent une vie contemplative dans les sables de la Solitude de Saint-Bernard.
C’est toujours avec une grande joie que sœur Marie-Madeleine va passer quelques jours de retraite dans une pauvre cellule de paille de Saint-Bernard. Après un voyage pénible pour aller visiter la communauté de Toulouse, sa santé fragile subit un grave contre-coup.
Elle meurt le 17 mars 1849, en murmurant à ses sœurs : « Au revoir, au ciel »
Elle repose comme elle l'avait désiré, à Saint-Bernard, sous un petit tertre surmonté d’une croix de coquillages.

## Galerie

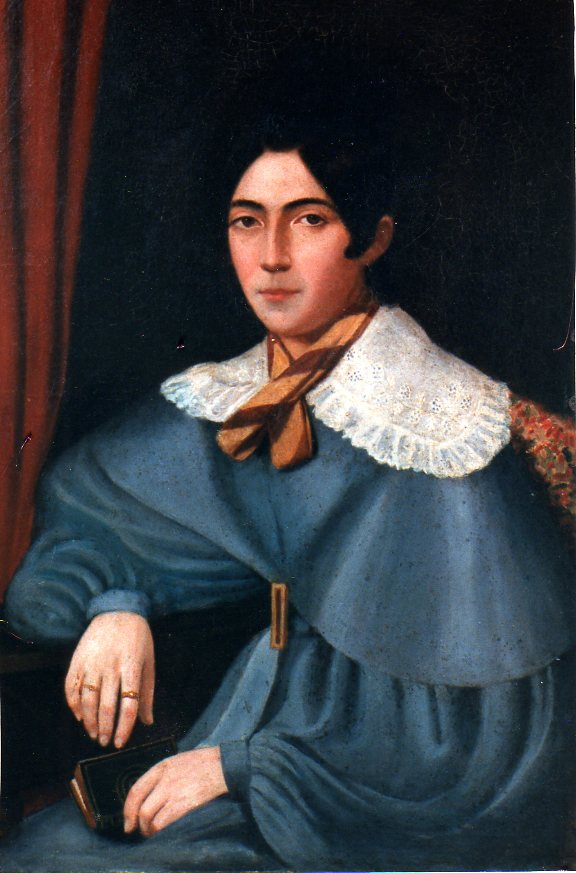
Portrait sur toile de famille d'Elise Cestac jeune fille
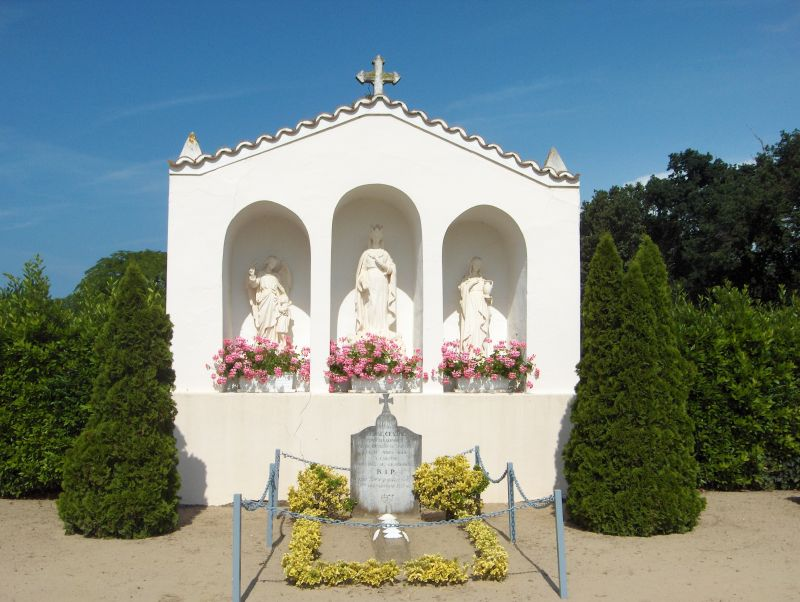
Tombe d'Élise Cestac au Couvent de Saint-Bernard
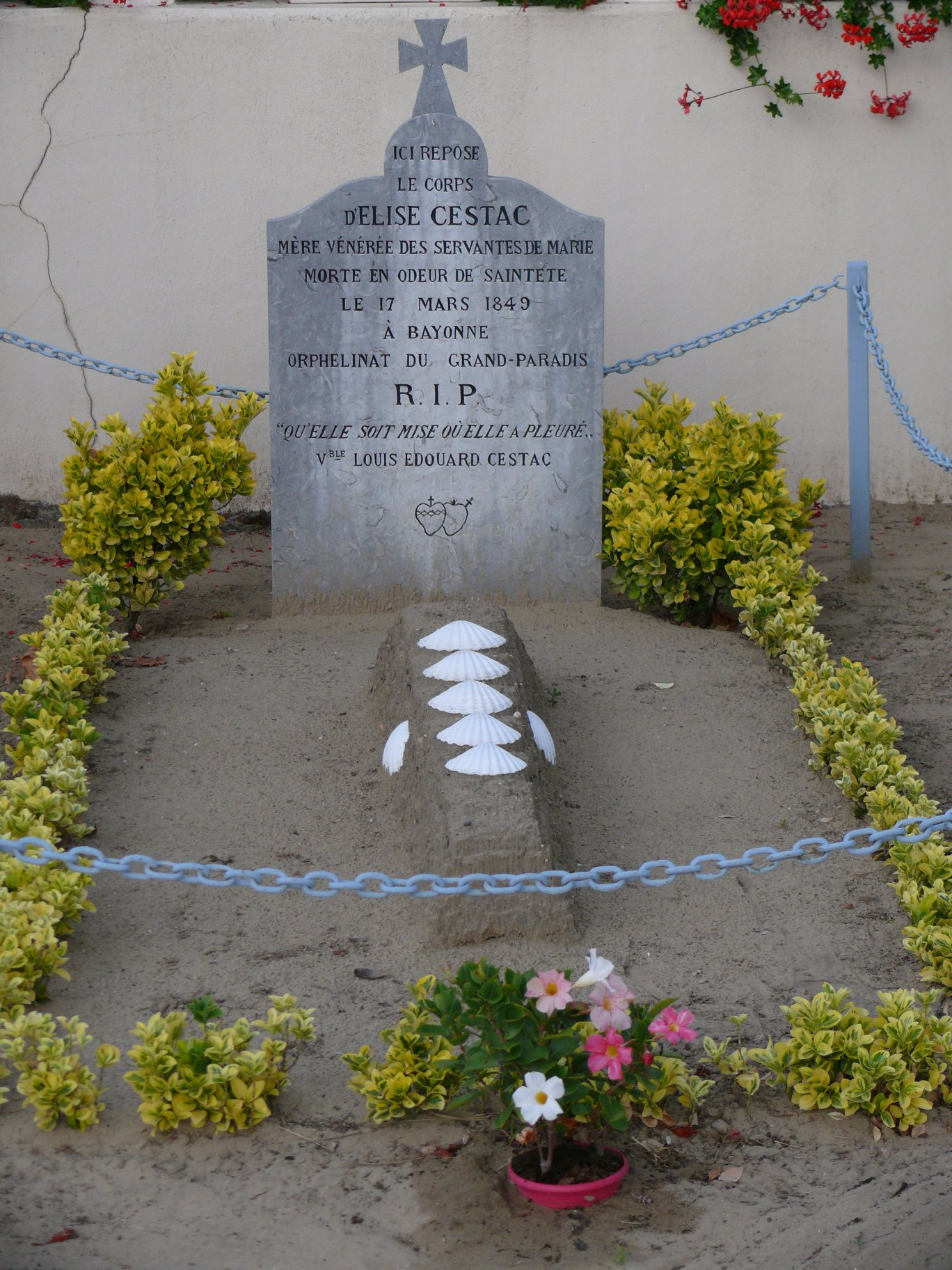
Gros plan sur la tombe de sable d'Élise Cestac